# Begraafplaats van Pérenchies
De Begraafplaats van Pérenchies is een gemeentelijke begraafplaats in de gemeente Pérenchies in het Franse Noorderdepartement. De begraafplaats ligt in het zuidoosten van het dorpscentrum, tegen de grens met Lompret.

## Britse oorlogsgraven
Op de begraafplaats bevinden zich 2 geïdentificeerde Britse oorlogsgraven uit de Tweede Wereldoorlog. De graven worden onderhouden door de Commonwealth War Graves Commission. In de CWGC-registers staat de begraafplaats als Perenchies Communal Cemetery.